# 퀘벡 침공 (1775년)
퀘벡 침공(영어: Invasion of Quebec)은 미국 독립 전쟁 초기 1775년부터 1776년에 걸쳐 신설된 대륙군의 주도로 이루어진 최초의 작전이다. 전략 목표는 영국령 퀘벡을 군사적으로 지배하며, 프랑스어를 하는 캐나다인을 13개 식민지 측에 끌어들여 혁명에 참가하도록 설득하기 위한 것이었다. 대륙군에서는 2개의 원정대가 파견되었다. 한 부대는 리처드 몽고메리 장군의 지휘로 1775년 8월 하순에 타이컨더로가 요새에서 출발했다. 9월 중순에 몬트리올의 남쪽에 있는 주요 방어 지점인 세인트존스 요새를 포위하기 시작했다. 11월에 이 요새를 함락시킨 후 영국군의 가이 칼튼 장군은 몬트리올을 포기하고 퀘벡 시로 도망했다. 몽고메리는 몬트리올을 점령할 때 칼튼 장군을 잡을 뻔했다. 또 다른 부대는 베네딕트 아놀드의 지휘로 매사추세츠만 식민지의 케임브리지를 출발해 메인 황야를 간신히 통과하여 퀘벡 시에 도착했다. 광야를 통과하면서, 힘든 행군을 위해 낙오된 군인은 굶어야 했으며, 물자 및 장비 모든 것이 부족했다.
두 부대는 12월 퀘벡 앞에서 합류하여, 1775년 12월 31일 새해 전야 폭설 속에서 퀘벡 시티를 급습했다. 이 전투에서 몽고메리는 전사했고, 아놀드는 부상당했다. 그러나 시를 지키는 영국군은 거의 손실이 없었고, 대륙군은 비참한 패배를 맛보았다. 이후 아놀드는 쓸모없는 시의 포위를 시작했지만, 그 사이에 홍보 활동을 통해 왕당파를 지지하는 목소리가 높아졌고, 또한 몬트리올에서 데이비드 우스터 장군의 실정에 대륙군을 비방하는 자뿐만 아니라 지지자들도 불만의 소리가 높아졌다.
영국군은 1776년 5월에 퀘벡 지역의 전력을 보강하기 위해 존 버고인 장군과 독일인 용병을 포함한 수천 명의 원군을 파견했다. 증원군을 얻은 칼튼은 대륙군에 반격을 시도하였고, 천연두로 조직이 흔들리고 있었던 대륙군을 7월에는 타이컨더로가 요새까지 밀어 넣으려 했다. 한편 아놀드 지휘 아래 대륙군은 영국군의 행보를 늦추는데 성공, 1776년 타이컨더로가 요새에 대한 공격을 하지 못하도록 했다. 이 침공 작전의 종료 후 버고인이 허드슨강 유역의 지배를 목표로 한 1777년의 새러토가 방면 전략을 따랐다.

## 명칭
대륙군의 작전 목적이었던 영국령 퀘벡은 1775년의 시점에서는 종종 ‘캐나다’로 언급되었다. 예를 들면 제2차 대륙회의가 필립 스카일러 장군에게 발급한 침공 승인문에는 만약 ‘캐나다인에게 불쾌하지 않다’면, ‘즉시 세인트존 요새와 몬트리올을 접수하고 그곳의 다른 지역도 점령할 것’, 그리고 ‘캐나다에서는 식민지 평화와 안전을 촉진하는 어떠한 수단이라도 추구할 것’이라는 문구가 있었다. 이 전략을 상세하게 말한 비교적 현대의 역사서에서 그 제목에 ‘캐나다’라는 명칭을 사용하고 있다. 영국이 ‘퀘벡’이라고 부른 이 영토는 프랑스가 프렌치 인디언 전쟁을 공식적으로 끝내고 파리 조약으로 영국에 이곳을 이양하는 1763년까지 프랑스령 캐나다 식민지라고 불렀다. (프랑스군은 1760년 이 식민지에서 영국군에 항복했다). 신문은 구체적으로 ‘캐나다’라고 언급을 인용하는 경우를 제외하고, 이 역사적인 사용 방법과 현대의 캐나다라는 국명 사이의 혼동을 피하기 위해 이 글에서는 ‘퀘벡’이라는 명칭을 사용한다.

## 배경
1775년 봄, 렉싱턴 콩코드 전투를 계기로 미국 독립 전쟁이 시작되었다. 하지만 전황은 그 즉시 교착 상태를 이루며, 보스턴 영국군에 포위전이 이어졌다. 1775년 5월, 영국군이 지키고 있는 타이컨더로가 요새가 방어가 허술하고, 게다가 중화기(대포와 화약)가 놓여 있는 것을 발견한 베네딕트 아놀드와 이던 알렌이 타이컨더로가 요새와 크라운 포인트 요새를 점령하고 세인트존스 요새를 습격하였다. 이 요새는 당시 작은 수의 병력만으로 지켜고 있었다. 타이컨더로가 요새, 크라운 포인트 요새는 6월에 벤저민 하인만이 지휘하는 코네티컷 민병대 1,100이름으로 지켜지게 되었다.

### 대륙 회의의 승인
1774년에 모인 제1차 대륙회의는 10월 26일 날짜의 공식 서한에서 이듬해 1775년 5월에 개최되는 제2차 대륙회의에 프랑스계 캐나다인도 참가하도록, 즉 퀘벡 식민지도 혁명에 참가하도록 초청했다. 제2차 대륙회의도 1775년 5월에 같은 내용의 두 번째 편지를 보냈는데, 어느 편지에도 실질적인 반응은 없었다.
타이컨더로가 요새 탈취에 이어 아놀드와 앨런은 영국군이 미국 식민지를 분할하려는 시도에 맞서 타이컨더로가 요새를 방어 거점으로 삼을 필요성을 주장하고 더불어 퀘벡의 보호가 충분하지 못하다는 것을 지적했다. 그들은 1,200 ~ 1,500명 정도의 소수의 군대로 퀘벡 식민지에서 영국군을 곤란하게 하는 충분한 능력을 보였으며, 퀘벡에 대한 별도의 전략을 각각 제시했다. 대륙 회의는 당초 타이컨더로가 등의 요새를 포기하라고 명령을 내렸다. 뉴욕과 코네티컷의 각 식민지는 기본적인 방어를 목적으로 군대와 물자를 지원하도록 촉구했지만, 뉴잉글랜드와 뉴욕 식민지 일반 대중들은 대륙 회의에 그 입장을 바꾸도록 항의를 했다. 이 때 퀘벡 총독 가이 칼튼이 세인트존스 요새 방어를 강화하기 위해 뉴욕 식민지 북부의 이로쿼이 족 인디언을 끌어들이려 한다는 것이 밝혀져 대륙 회의는 보다 적극적인 자세가 필요하다고 결정을 내렸다. 1775년 6월 27일, 대륙 회의는 필립 스카일러 장군에게 그 지역을 조사하도록 인정하고, 타당성이 있다면 침략을 해도 좋다고 승인했다. 지휘권을 받지 못했던 베네딕트 아놀드는 보스턴으로 가서 조지 워싱턴 장군을 설득하여 아놀드의 지휘로 별동대를 퀘벡으로 파견하게 했다.

### 퀘벡 방어 준비
칼튼 장군은 세인트존스 요새의 습격이 있은 후에, 남쪽에서 침략해 올 위험을 절실히 느끼고, 보스턴에 있는 토마스 게이지 장군에게 원군을 요청했다. 칼튼은 몬트리올과 퀘벡시의 방위를 위해 지역 민병대 모집을 착수했지만 거의 성공하지 못했다.

## 같이 보기
- 미국 독립 전쟁
- 캐나다의 역사
- 미국의 역사
- 미국 독립 전쟁의 전투 목록